# Brandon Lee
 (avril 2016).
Si vous disposez d'ouvrages ou d'articles de référence ou si vous connaissez des sites web de qualité traitant du thème abordé ici, merci de compléter l'article en donnant les références utiles à sa vérifiabilité et en les liant à la section « Notes et références ».
Pour les articles homonymes, voir Lee.
Brandon Lee est un acteur américain, né le 1er février 1965 à Oakland en Californie et mort lors du tournage du film The Crow le 31 mars 1993.

## Biographie
Brandon Lee est le fils de Bruce Lee, acteur d'arts martiaux (mort en 1973), et de Linda Lee Cadwell, ainsi que le frère aîné de Shannon Lee.

### Jeunesse

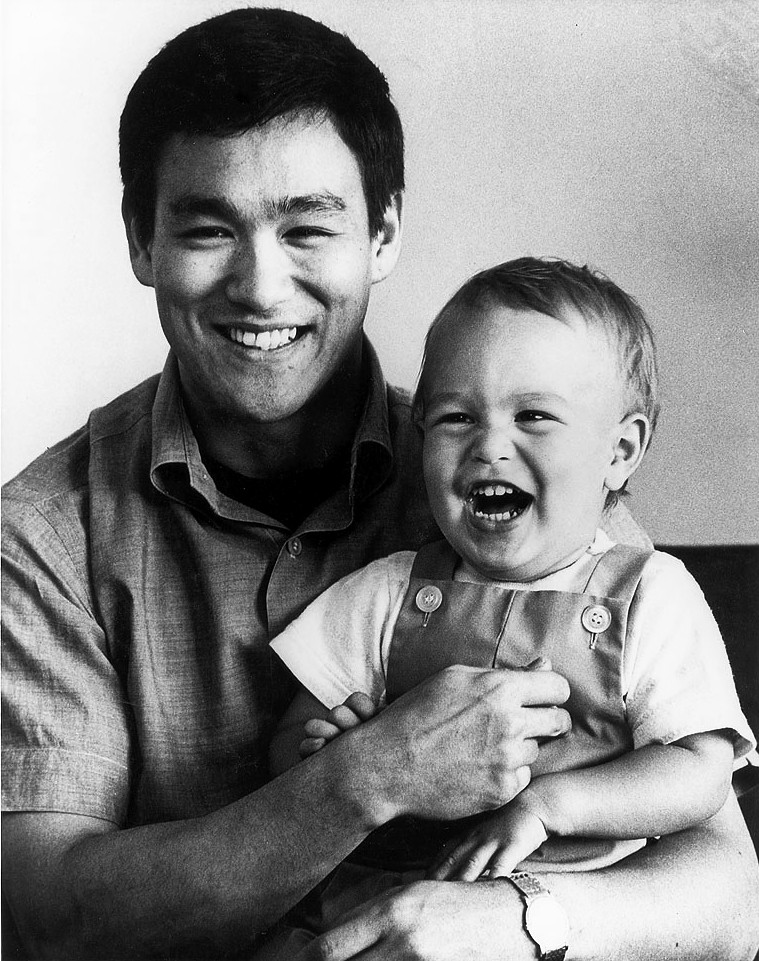
Bruce Lee avec son fils Brandon.

Fils du légendaire acteur et maître d'arts martiaux Bruce Lee et de sa femme Linda Emery, Brandon Lee naît à Oakland en Californie. Alors que Brandon est âgé de 3 mois, la famille part s'installer à Los Angeles. En 1971, elle déménage pour Hong Kong, où Bruce Lee tourne trois films entre 1971 et 1973.
Brandon a 8 ans quand son père Bruce Lee décède brutalement d'un œdème cérébral causé par une allergie médicamenteuse. Linda ramène alors aux États-Unis ses enfants (Brandon et sa petite sœur Shannon, née en 1969). Ils restent provisoirement dans la ville natale de Linda, Seattle, où Bruce est enterré, puis déménagent dans le comté de Los Angeles, dans la petite ville de Rolling Hills où Brandon passe la majeure partie de son enfance.
Il entre à l'université de Chadwick School, mais est renvoyé pour insubordination trois mois avant de recevoir son diplôme. Il obtient son GED (General Educational Development) en 1983 puis part pour l'Emerson College de Boston dans le Massachusetts où il s'inscrit en section théâtre. Un an après, il part à New York où il prend des cours à l'académie Actors Studio de Lee Strasberg. Il fait partie du groupe American New Theatre fondé par son ami John Lee Hancock.

### Mort

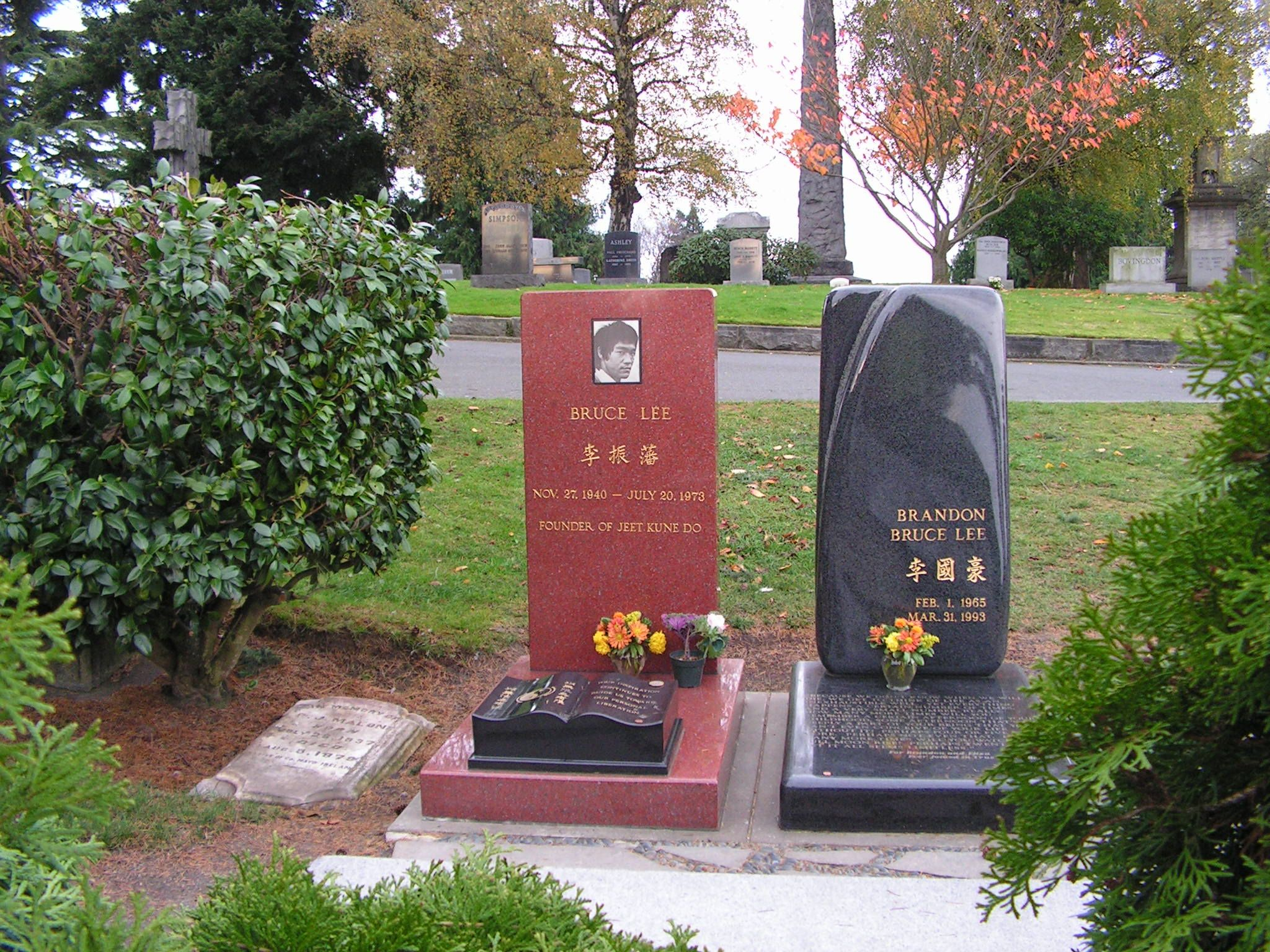
Les tombes de Brandon Lee et de son père au Lake View Cemetery de Seattle.

Brandon Lee trouve la mort à l'âge de 28 ans à la suite d'un accident dû à un tir de revolver au cours du tournage du film The Crow. Comme pour son père, décédé des suites d'un œdème cérébral vingt ans plus tôt, les circonstances de la mort de Brandon Lee créent une controverse.
Dans la nuit du 31 mars 1993, lors d'une scène tournée pour le film The Crow, l'acteur Michael Massee doit tirer sur Brandon Lee avec un revolver chargé de cartouches à blanc. La détonation retentit et Brandon Lee s'écroule sur le plancher, comme aux répétitions précédentes. Le réalisateur crie « Coupez », mais Brandon reste à terre. Au départ, personne ne réagit sur le plateau, Brandon Lee étant connu pour son goût des plaisanteries. La réaction du personnel et des acteurs ne sera que tardive. Les secours sont finalement alertés et le transportent en ambulance à l'hôpital de Wilmington en Caroline du Nord. Un projectile est entré dans l'abdomen inférieur droit, a perforé l'estomac et d'autres organes vitaux, avant de finir sa course près de la colonne vertébrale. Les lésions étant trop importantes, les médecins ne peuvent stopper l'hémorragie interne et il tombe dans le coma. Brandon Lee meurt le soir même, à l'âge de 28 ans.
L'enquête ultérieure révèle que, lors d'une précédente utilisation, le revolver avait été chargé avec des cartouches factices (balles réelles mais sans poudre), et qu'une de ces balles était restée bloquée dans le canon. Les cartouches à blanc sont différentes des cartouches factices car elles sont chargées avec de la poudre fortement explosive pour produire de la fumée associée à un flash lumineux au moment du coup de feu. Ainsi, la cartouche à blanc a fourni assez de puissance pour expulser la balle qui a tué Brandon Lee.
Brandon Lee est inhumé au cimetière de Lakeview à Seattle, Washington, où il repose au côté de son père. Près de quatre cents personnes assistèrent à ses funérailles dont David Carradine, Steven Seagal et le meilleur ami de Brandon Lee, un coordinateur de plateau, Jeff Imada.
Brandon Lee devait épouser Eliza Hutton, sa fiancée, après la fin du tournage de The Crow, le 17 avril 1993.

## Hommages
Brandon Lee fut élu « Homme de l'année » par le magazine Black Belt en 1993. Plusieurs films sont dédiés à sa mémoire : Dragon, l'histoire de Bruce Lee (1993), The Crow (1994) et Teresa's Tattoo (1994).

## Filmographie

### Comme acteur

#### Cinéma
- 1986 : L'Héritier de la violence / Le Soldat / Légitime vengeance (Legacy of Rage / Long zai jiang hu) de Ronny Yu : Brandon Ma
- 1987 : Crime Killer de George Pan Andreas : un gangster (non crédité)
- 1990 : Laser Mission / Fire Mission de BJ Davis : Michael Gold
- 1991 : Dans les griffes du Dragon rouge (Showdown in Little Tokyo) de Mark L. Lester : Johnny Murata
- 1992 : Rapid Fire de Dwight H. Little : Jake Lo
- 1994 : The Crow d'Alex Proyas : Eric Draven

#### Télévision
- 1986 : Kung Fu: The Movie de Richard Lang (téléfilm) : Chung Wang
- 1987 : CBS Summer Playhouse (série télévisée) : Johnny Caine (saison 1, épisode 2 Kung Fu : The Next Generation de Tony Wharmby)
- 1988 : Ohara (en) (série télévisée) : Kenji (saison 2, épisode 12 What's In A Name de Tony Wharmby)

### Comme chorégraphe de combats
- 1992 : Rapid Fire
- 1994 : The Crow